# دوينا ميلينتي
دوينا أوفيليا ميلينتي (بالرومانية: Doina Ofelia Melinte)‏ هي عداءة مسافات متوسطة رومانية ولدت في يوم 27 ديسمبر 1956 في هوديشتي في رومانيا، إختصت بسباقات 1500 و800 متر. أبرز إنجازاتها هو تحقيقها الميدالية الذهبية في دورة الألعاب الأولمبية الصيفية 1984 في لوس أنجلوس في سباق 800 متر وتحقيقها الميدالية الفضية في سباق 1500 متر في نفس الدورة. حققت الميدالية البرونزية في سباق 1500 متر في بطولة العالم لألعاب القوى 1987 في روما. فازت أيضاً بالميدالية الذهبية بطولة العالم لألعاب القوى داخل الصالات 1987 في إنديانابوليس وفي بطولة بطولة العالم لألعاب القوى داخل الصالات 1989 في بودابست. في سنة 1989 حطمت الرقم القياسي العالمي لسباق 1500 متر داخل الصالات بزمن 4:04.79 وألذي بقي صامداً لمدة 27 سنة حتى تحطيمه من قبل الإثيوبية جينزيبي ديبابا في سنة 2016. أفضل رقم شخصي لها في 800 متر هو 1:55.05 دقيقة سجلته في سنة 1982 وأفضل رقم لها في سباق 1500 متر هو 3:56.7 دقيقة وألذي سجلته في سنة 1986. في سنة 2010 ترأست لجنة الشباب والرياضة الوطنية حتى سنة 2012، وثم أصبحت نائبة رئيس لجنة محاربة المنشطات.

## روابط خارجية
- دوينا ميلينتي على موقع الاتحاد الدولي لألعاب القوى (الإنجليزية)
- دوينا ميلينتي على موقع اللجنة الأولمبية الدولية (الإنجليزية)
- دوينا ميلينتي على موقع أوليمبيديا (الإنجليزية)
- دوينا ميلينتي على موقع اللجنة الأولمبية الرومانية (الرومانية)